# Jeremy Paxman
Jeremy Dickson Paxman (né à Leeds, le 11 mai 1950) est un journaliste, présentateur et écrivain britannique. Travaillant à la BBC depuis 1977, il est connu pour son franc parler et pour le ton agressif qu'il emploie lors de ses interviews, particulièrement lorsqu'il interroge des personnalités politiques. Ses apparitions régulières dans l'émission Newsnight diffusée sur BBC Two sont controversées : ses détracteurs lui reprochent son agressivité, son caractère intimidant et sa condescendance, tandis que ses partisans saluent sa ténacité et son ton mordant. De 1994 à 2023, il est également le présentateur de l'émission de divertissement University Challenge.

## Biographie

### Jeunesse
Paxman est né à Leeds, dans le Yorkshire de l'Ouest. Sa mère, Joan McKay, née Dickson (1920-2009) est femme au foyer, tandis que son père, Arthur Keith Paxman, travaille dans le secteur industriel. Paxman est l'aîné de quatre enfants et a deux frères : le premier, Giles, a été ambassadeur du Royaume-Uni au Mexique et en Espagne ;  le second, James, est le directeur général de l'Association de protection du Dartmoor (Dartmoor Preservation Association). Sa sœur Jenny est productrice à BBC Radio.
Il passe sa jeunesse dans le West Riding of Yorkshire et à Peopleton, non loin de Pershore, dans le Worcestershire. En 1964, il entre au Malvern College, une école privée, puis étudie l'anglais au St Catharine's College de l'université de Cambridge. À cette époque, il est rédacteur du journal étudiant Varsity et membre du Cambridge Universities Labour Club, un cercle politique travailliste.
En 2006, un documentaire de généalogie, Who Do You Think You Are?, montre qu'il est le descendant d'un homme politique du XIVe siècle originaire du Suffolk, Roger Packsman, qui a modifié son nom en « Paxman » (littéralement « homme de paix ») pour faire bonne impression face à son électorat. Sa grand-mère maternelle est née à Glasgow, en Écosse. Son arrière-grand-mère Mary Mackay n'a pas pu obtenir d'assistance sociale car elle a eu un enfant hors mariage.

## Carrière
Un des moments notables pendant la carrière de Jeremy Paxman sur la télévision était quand il couvre l'élections générales en mai 1997, quand le parti conservateur perde aux travaillistes sous Tony Blair. Il parle au député conservateur Michael Portillo quand les résultats étaient annoncés : « Êtes-vous prêt à boire la ciguë ? ». Plus tard, Portillo perd sa circonscription au travailliste Stephen Twigg.